# Trepcza (gromada)
Trepcza – dawna gromada, czyli najmniejsza jednostka podziału terytorialnego Polskiej Rzeczypospolitej Ludowej w latach 1954–1972.
Gromady, z gromadzkimi radami narodowymi (GRN) jako organami władzy najniższego stopnia na wsi, funkcjonowały od reformy reorganizującej administrację wiejską przeprowadzonej jesienią 1954 do momentu ich zniesienia z dniem 1 stycznia 1973, tym samym wypierając organizację gminną w latach 1954–1972.
Gromadę Trepcza z siedzibą GRN w Trepczy utworzono – jako jedną z 8759 gromad na obszarze Polski – w powiecie sanockim w woj. rzeszowskim na mocy uchwały nr 33/54 WRN w Rzeszowie z dnia 5 października 1954. W skład jednostki weszły obszary dotychczasowych gromad Trepcza, Srogów Dolny i Srogów Górny ze zniesionej gminy Sanok oraz obszar dotychczasowej gromady Międzybrodzie ze zniesionej gminy Mrzygłód w tymże powiecie. Dla gromady ustalono 13 członków gromadzkiej rady narodowej.
1 stycznia 1960 gromadę zniesiono, włączając jej obszar do gromady Mrzygłód (wieś Międzybrodzie) i do nowo utworzonej gromady Jurowce (wsie Trepcza, Srogów Dolny i Srogów Górny) w tymże powiecie.